# Ca l'Aguiló (Guimerà)
Ca l'Aguiló és una obra de Guimerà (Urgell) inclosa a l'Inventari del Patrimoni Arquitectònic de Catalunya.

## Descripció
Casa de paredat. Consta de tres plantes. La planta baixa presenta dues portes quadrangulars. A la planta noble hi ha dues finestres amb trencaaigües de forma esglaonada i acabat amb punxa, també amb cornisa. A la planta superior o golfa, una finestra amb trencaaigües i cornisa.

## Història
Aquesta casa va pertànyer a una família bastant portentosa de Guimerà i va ser venuda als senyors Aguiló de Barcelona.